# Безвил ла Герар
Безвил ла Герар (фр. Beuzeville-la-Guérard) насеље је и општина у северној Француској у региону Горња Нормандија, у департману Приморска Сена која припада префектури Авр.
По подацима из 2011. године у општини је живело 190 становника, а густина насељености је износила 29,6 становника/km². Општина се простире на површини од 6,42 km². Налази се на средњој надморској висини од 110 метара (максималној 144 m, а минималној 106 m).

## Демографија
| 1962. | 1968. | 1975. | 1982. | 1990. | 1999. | 2011. |
| ----- | ----- | ----- | ----- | ----- | ----- | ----- |
| 174   | 180   | 139   | 152   | 147   | 150   | 190   |

График промене броја становника у току последњих година